# Jardin botanique de Darmstadt

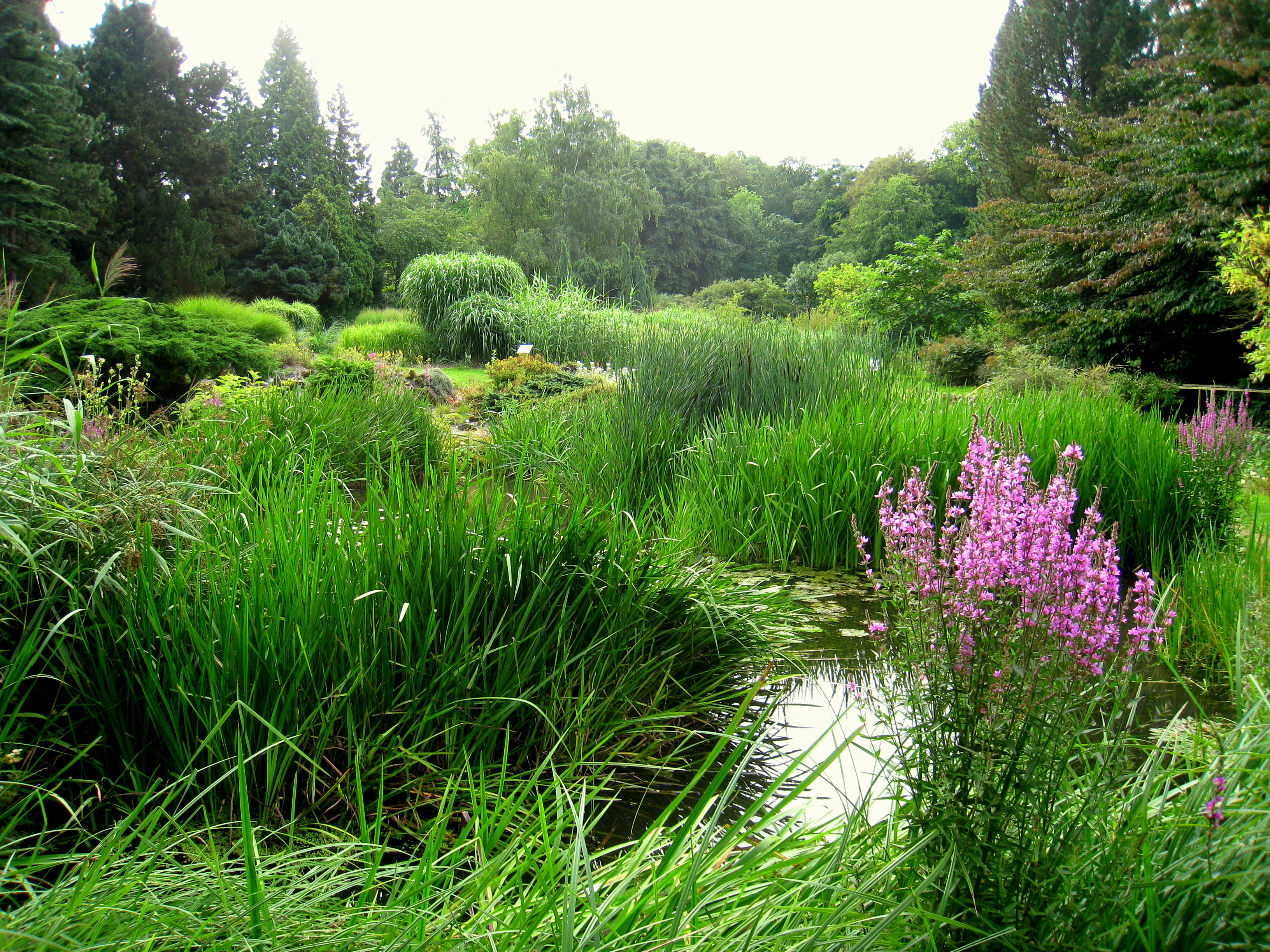
Un des aspects du jardin botanique de Darmstadt

Le jardin botanique de Darmstadt est un jardin botanique situé en Allemagne à Darmstadt.

## Historique
L'histoire du jardin botanique commence en 1814. À cette époque, les fossés du château de Darmstadt alimentés par un ruisseau et les eaux usées de la ville dégageaient une odeur fétide, surtout pendant les mois d'été. L'architecte de la ville, Johannes Hess (1786-1837), propose au grand-duc une remise en état et la création d'un jardin botanique dans les terrains adjacents. Elle est acceptée par le grand-duc le 17 juin 1814, date qui est donc considérée comme celle de la fondation du jardin.
Au début ce sont surtout des plantes herbacées de la région de la Hesse qui sont représentées. La direction du jardin est confiée à Johann August Schnittspahn (1763-1842). Le jardin se trouve bientôt à l'étroit et il est transféré en 1829-1830 dans le « bosquet » du château grand-ducal, où il demeure jusqu'en 1838. Le fils de Schnittspahn, Gottfried (1790-1845), en devient le chef jardinier. SOn frère, Georg Friedrich (1810-1865) lui succède en 1830. Le poste de directeur du jardin est créé pour lui en 1855. Parallèlement, il enseigne la botanique et l'horticulture.
Le jardin déménage pendant un moment à l'emplacement de ce qui est aujourd'hui la Mercksplatz, puis de 1849 à 1863, il se trouve à l'emplacement actuel de la Wilhelmineplatz. On y construit alors deux serres, permettant de cultiver des plantes tropicales, mais il doit encore déménager au parc Meierei, lui aussi bientôt trop petit.
Le grand-duché décide alors de faire l'acquisition à l'ouest du lac Woog d'un grand terrain (Achensmühle) pour un coût de 35 700 florins en 1874. Le directeur en est Leopold Dippel. Il enseigne également à l'école technique (devenue plus tard l'université technique de Darmstadt). Dippel s'intéresse particulièrement à la dendrologie. Avec le chef jardinier Peter Schmidt, il réalise une collection importante d'arbres et de plantes d'autres pays.
En 1897, le jardin botanique entre sous l'administration de l'université technique de Darmstadt.
Après la mort de Schmidt en 1888, Joseph Anton Purpus (de) (1860-1932) est nommé jardinier inspecteur (Garteninspektor). Avec son frère Carl Albert Purpus (de), qui est un grand collecteur de plantes exotiques à travers le monde, il hisse le jardin au niveau d'un grand jardin de collections étrangères. Friedrich Wilhelm Kesselring (1876-1966) lui succède à la direction du jardin en 1926. Il voue sa vie à l'adaptation d'espèces sauvages à l'horticulture. Il en est ainsi par exemple du Lis de Kesselring qui lui est dédié. Il prend sa retraite en 1947 et le dendrologue Franz Börner (1897-1975) lui succède. De 1965 à 1992, c'est au tour d'Achim Ritter qui imprime sa personnalité au jardin.

## Localisation
Le jardin botanique se trouve à Darmstadt-Est, non loin du point le plus septentrional de la Odenwald. C'est un peu plus au nord que se trouve le cours inférieur du Main.

## Illustrations

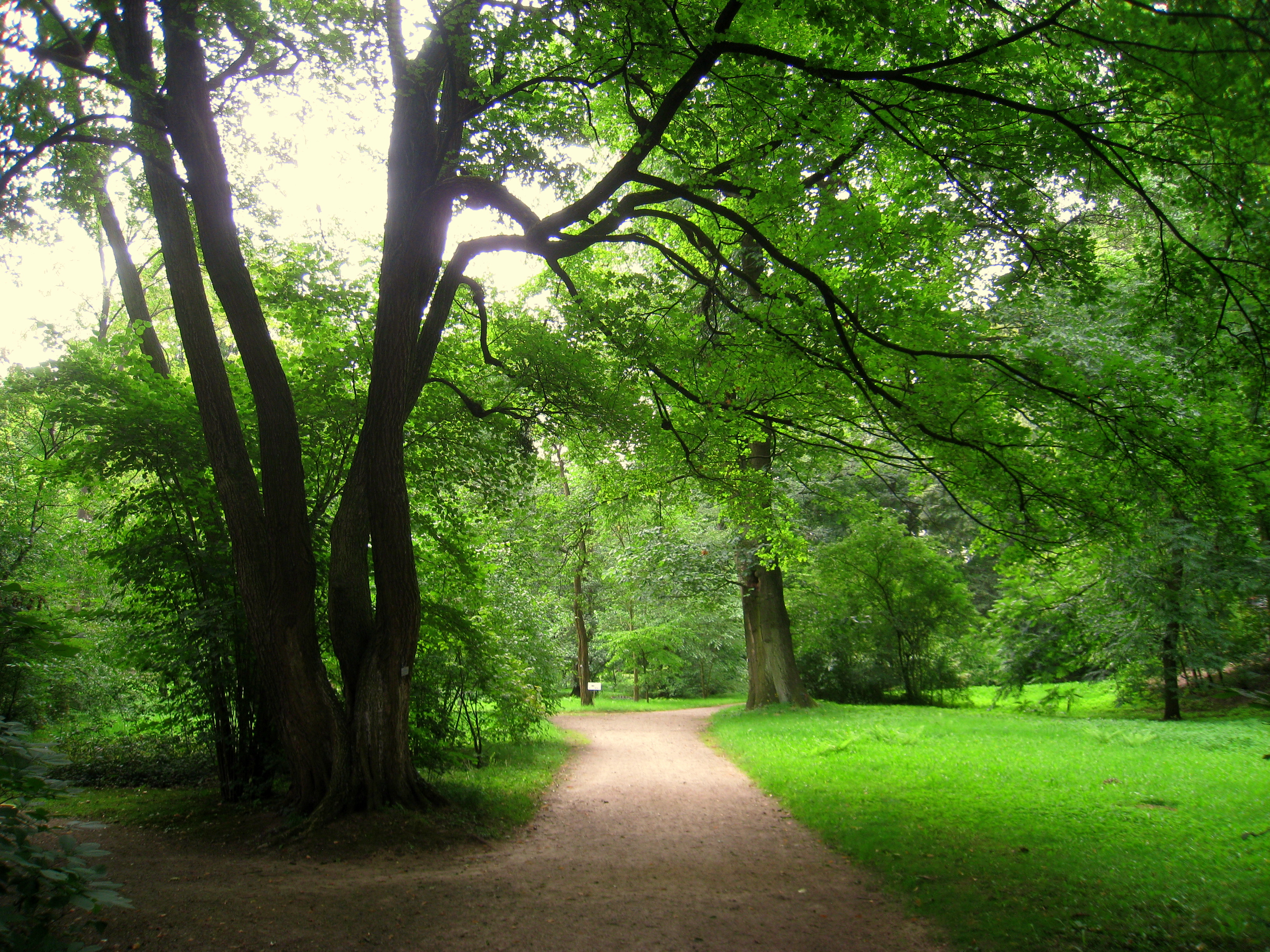
Vue d'une allée du jardin
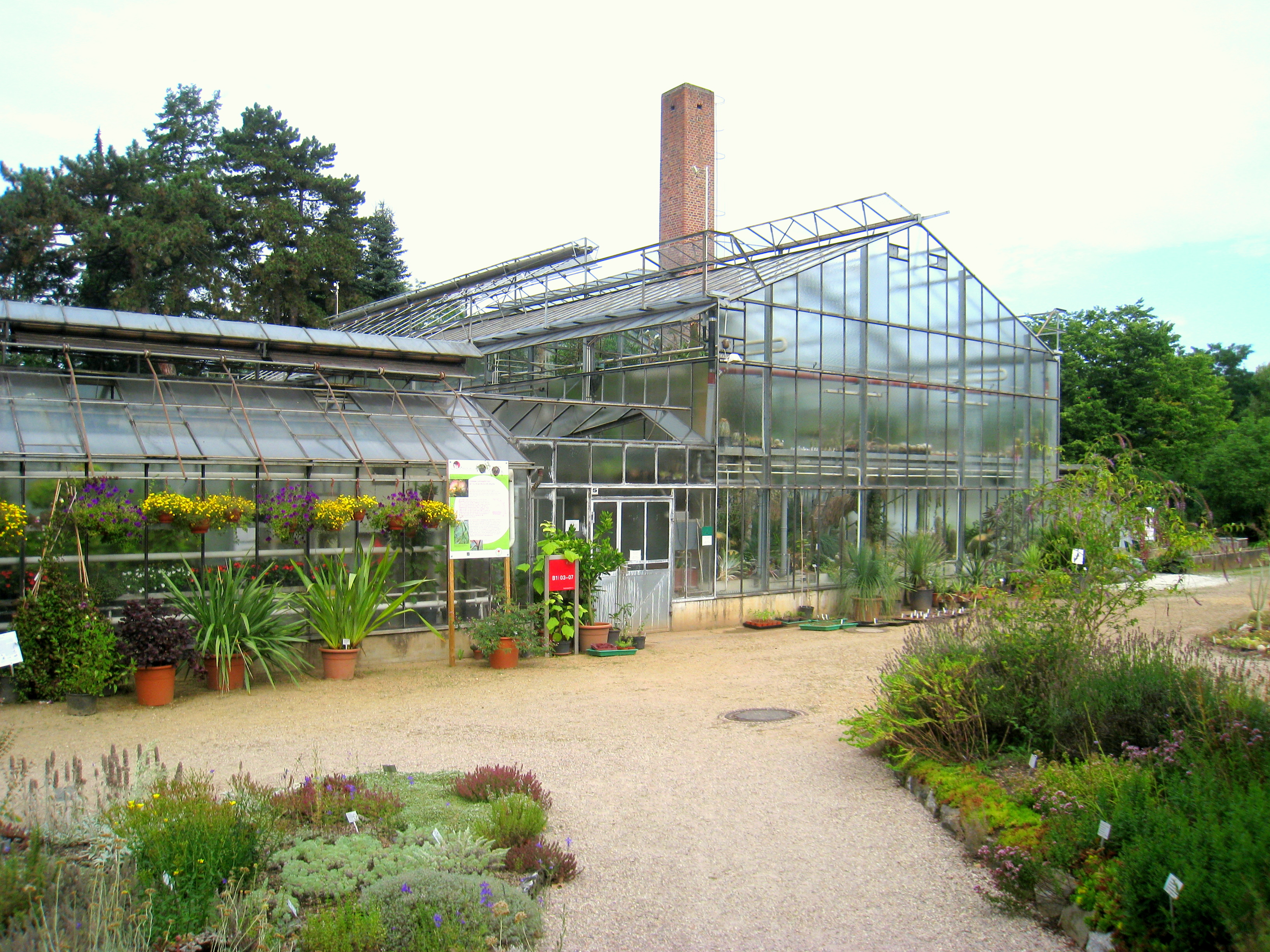
Vue des serres
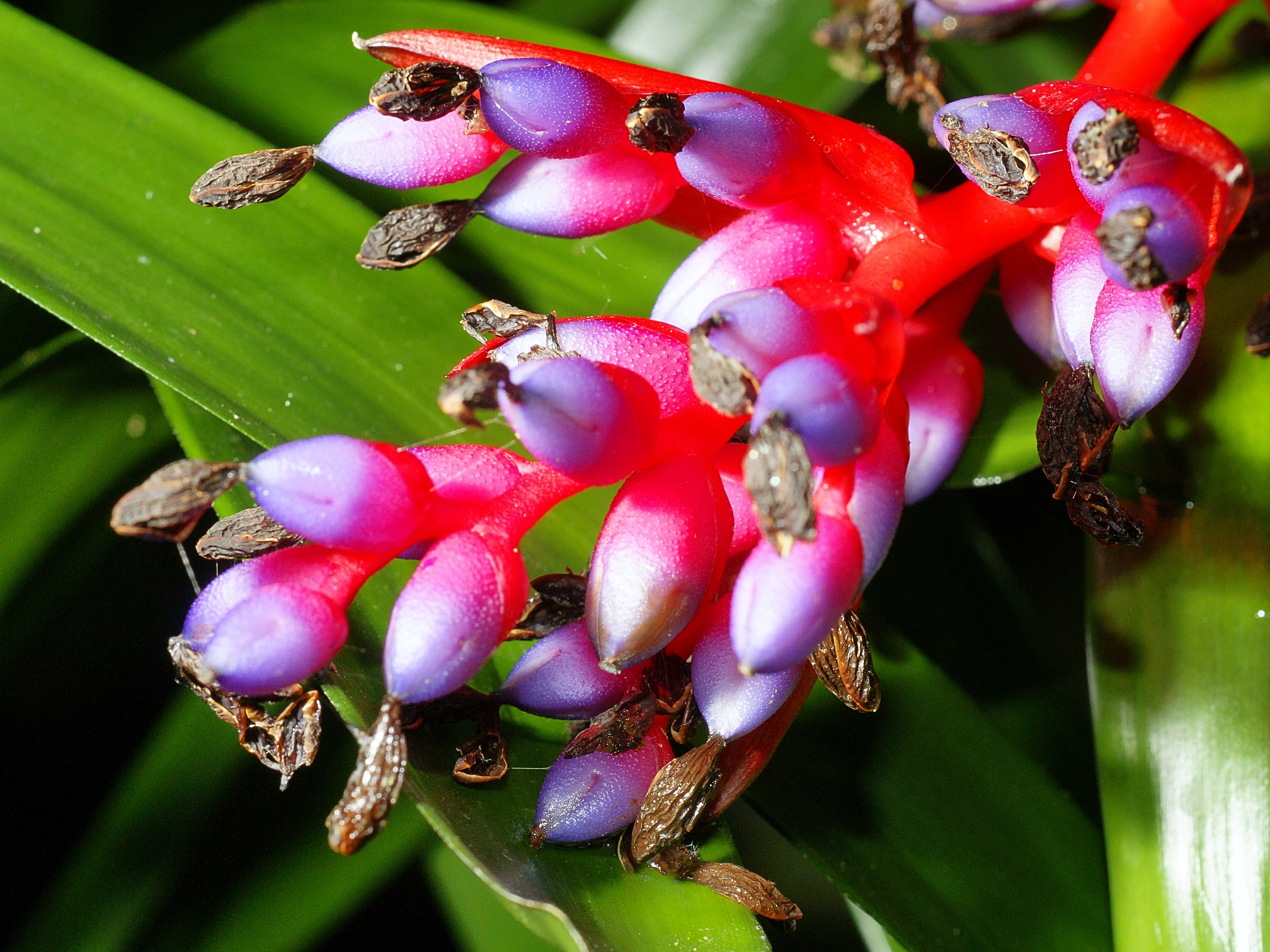
Aechmea weilbachii forma pendula.
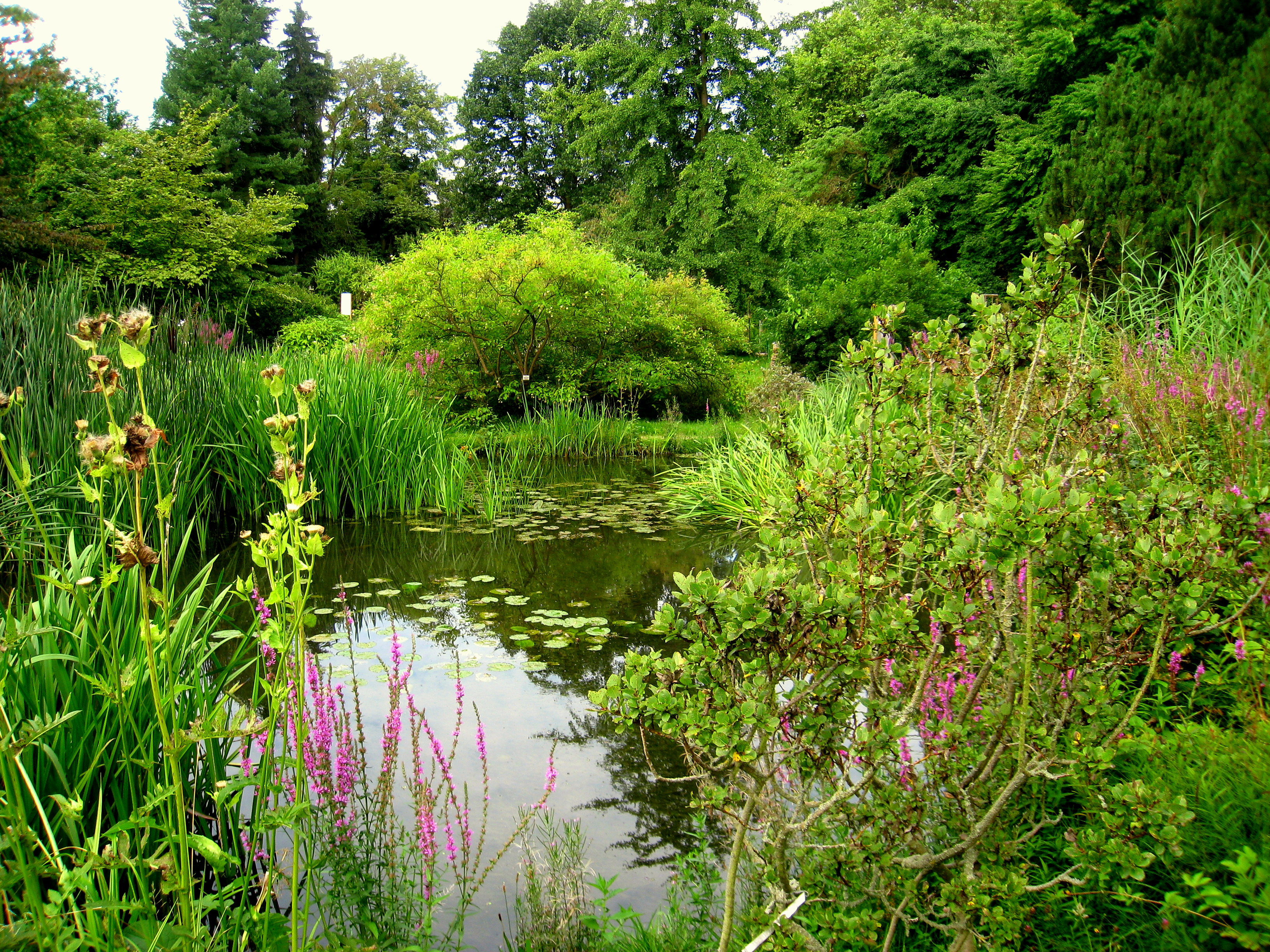
Un des aspects du jardin avec un étang

## Collections
Le jardin botanique de Darmstadt cultive plus de 8 000 taxons.
- Arboretum, commencé en 1874, avec notamment des espèces de Clusia, Kalanchoe et le rare Metasequoia glyptostroboides
- Herbier de 9 000 spécimens
- Base de données avec toutes les références de plantes informatisées.